# Millbrae
Millbrae is een plaats (city) in de Amerikaanse staat Californië, en valt bestuurlijk gezien onder San Mateo County. Ten noordoosten van Millbrae ligt San Francisco International Airport, ten zuidwesten ligt San Bruno en ten zuidoosten ligt Burlingame. 

## Demografie
Bij de volkstelling in 2000 werd het aantal inwoners vastgesteld op 20.718.
In 2006 is het aantal inwoners door het United States Census Bureau geschat op 20.461, een daling van 257 (-1,2%).

## Geografie
Volgens het United States Census Bureau beslaat de plaats een oppervlakte van
8,3 km², geheel bestaande uit land.

## Plaatsen in de nabije omgeving
De onderstaande figuur toont nabijgelegen plaatsen in een straal van 16 km rond Millbrae.